# Ельхам-Кая
Ельха́м-Кая́, Ілхі-таунин-Хаясі, Кучерява Марія, Елхі-Кая, Ельх-Кая — лісиста гора в Криму. З невеликим скельним гребенем поблизу вершини. За 2 км на північний-схід від Ангарського перевалу. Неподалік — на схід-схід-північ — г. Пахкал-Кая.

## Галерея

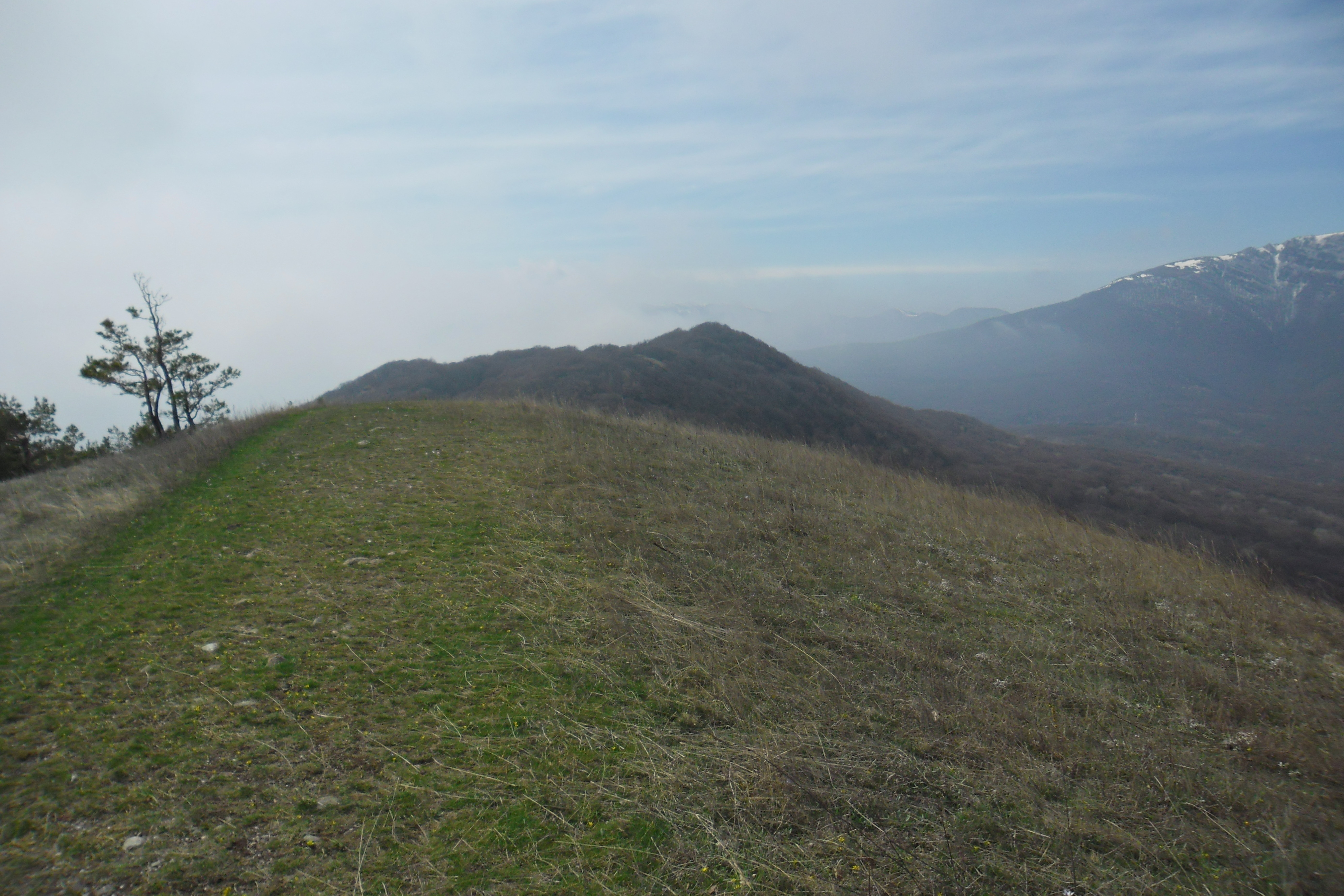
Ельхам-Кая з боку г. Лисий Іван
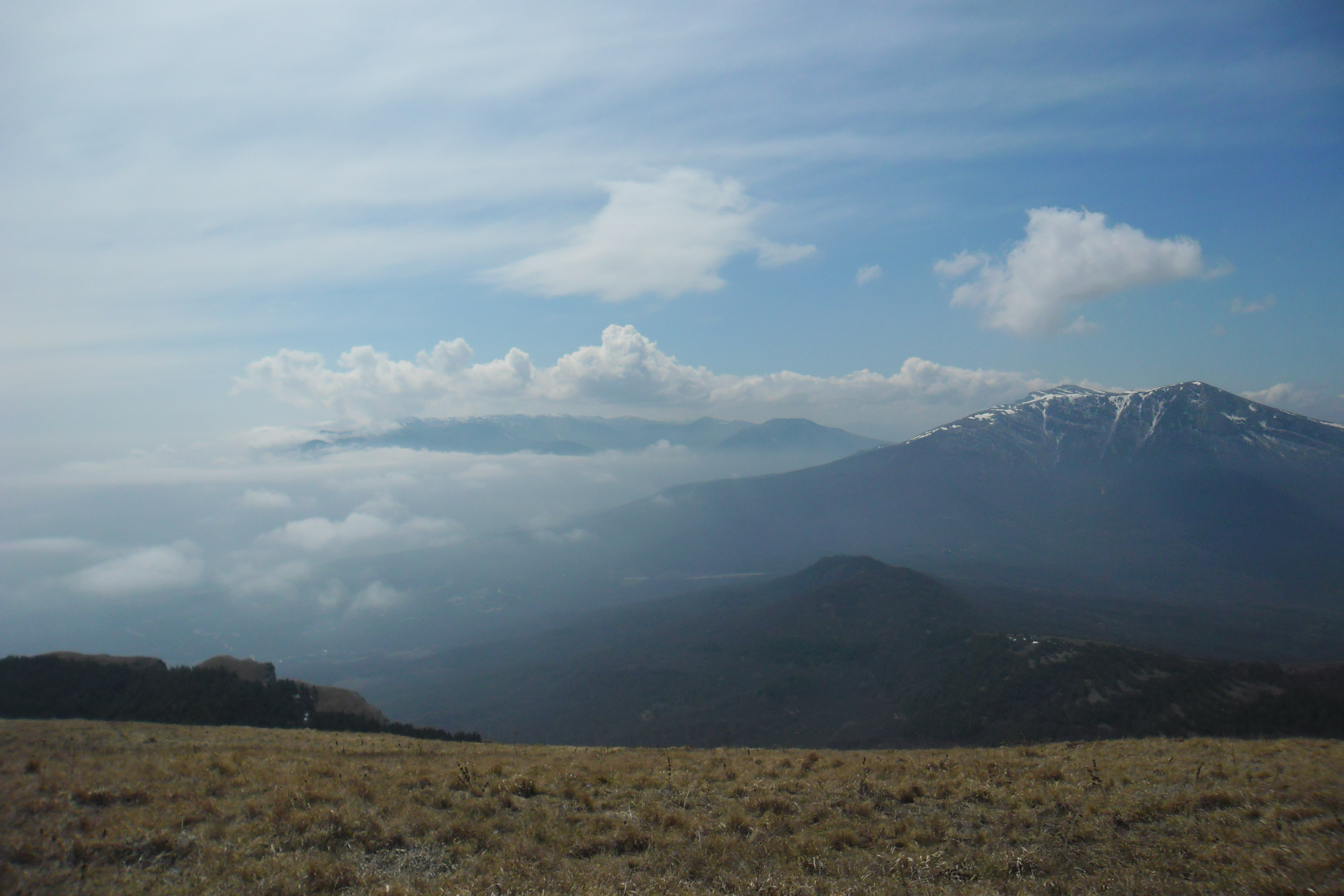
‎Ельхам-Кая (передній план)